# Ring de boxe
Un ring de boxe est un espace carré à l'intérieur duquel ont lieu les combats. En boxe française, le ring (« cercle » en anglais) est nommé « enceinte ».

## Histoire
A Olympie, les athlètes pratiquaient le pugilat dans un cercle dessiné dans le sable pour matérialiser la zone de combat. Au début du 18e siècle, la boxe est vue comme un moyen de régler des différends. La foule se rassemble alors autour des adversaires en formant un cercle. Une corde est quelquefois utilisée par le public pour le séparer des combattants. C'est pour ne plus avoir à porter cette corde que 4 piquets formant un carré sont utilisés. Cette forme est reprise en 1838 dans les règles du London Prize Ring. Elle est toujours en vigueur.
Certains sports de combats pieds-poings (Savate, Kick-boxing, Muay-thaï...) se déroulent également sur un ring carré. Toutefois, dans les années 1990, la ligue Ultime Fighting Championship (UFC) de MMA, a imposé le format d'une cage octogonale, disposition mieux adaptée à cet art martial qui alterne des phases de boxe et de lutte.

## Dimensions
Compte tenu du grand nombre d'organisations internationales, les dimensions peuvent varier sensiblement. Le ring mesure entre 4.9 et 6.1 m de côté délimité par 3 ou 4 cordes et repose sur un plancher de 1 m de hauteur. Il y a deux coins pour les combattants et deux coins appelés « coins neutres » où l'arbitre envoie le boxeur ayant mis son adversaire knock-out pendant le compte réglementaire.
La cage de MMA de l'UFC est composée de 8 grilles plates de 1,76 m de hauteur et fait environ 9,50 m de diamètre. Son plancher se situe à 1,20 m du sol. Il existe également des cages hexagonales ou circulaires.
La promotion américaine BKFC organise ses combats de boxe à mains nues dans un anneau circulaire de 6,7 m (22 pieds) à quatre cordes, appelé «cercle carré». Un cercle plus petit est dessiné au sol en son centre ; les boxeurs commencent le combat à l'intérieur du petit cercle avec un pied sur une ligne rugueuse.